# A Greek–English Lexicon
A Greek–English Lexicon, także jako  Liddell & Scott, Liddell–Scott–Jones bądź LSJ (pol. Leksykon grecko-angielski) – słownik wydany przez Oxford University Press, którego redaktorami byli Henry George Liddell, Robert Scott, Henry Stuart Jones oraz Roderick McKenzie. Leksykon stał się standardem dla greki starożytnej i bywa porównywany ze Słownikiem łacińskim Lewisa i Shorta (A Latin Dictionary), także opublikowanym przez Oxford University Press.

## Historia
Prace nad leksykonem zostały rozpoczęte w XIX wieku. Wedle wstępu autorstwa Stuarta Jonesa do wydania dziewiątego z roku 1925, utworzenie leksykonu zaproponował wydawca oksfordzki, David Alphonso Talboys. Ów jednak zmarł przed pierwszym wydaniem, które nastąpiło w roku 1843, przez oksfordzkie Clarendon Press. Kolejne edycje pojawiły się w latach 1845, 1849, 1855, 1861, oraz 1869. Pierwszy redaktor LSJ, Henry George Liddell, był duchownym Christ Church w Oksfordzie, a ojcem Alice Liddell, kojarzonej z Alicją w kranie czarów autorstwa Lewisa Carrolla. Ósme wydanie leksykonu, w roku 1897, było ostatnim dokonanym za jego życia.
Obecnie źródło jest dostępne w wydaniu dziewiątym, poprawionym. Materiału dostarczył słownik Handwörterbuch der griechischen Sprache niemieckiego leksykografa Franza Passowa (wydany po raz pierwszy w roku 1819, a po raz czwarty w 1831), który opierał się z kolei na Kritisches griechisch-deutsches Handwörterbuch, Johanna Gottloba Schneidera.
Jego trzy rozmiary książkowe bywają werbalnie oddawane jako „mały”, „średni”, czy „duży Liddell” („The Little Liddell”, „The Middle Liddell”, „The Big Liddell”), bądź też „wielki Scott” („The Great Scott”).